# Anna Leopoldovna de Russie
Pour les articles homonymes, voir Anne de Russie.
Élisabeth Catherine Christine de Mecklembourg-Schwerin dite Anna Leopoldovna (А́нна Леопо́льдовна), née à Rostock le 18 décembre 1718 et morte à Kholmogory le 19 mars 1746, également connue sous le nom d'Anna Karlovna (А́нна Ка́рловна), est régente de Russie pendant un an, de 1740 à 1741, pendant la minorité de son fils, Ivan VI.

## Biographie

### Origines et mariage
Elle est la fille de Charles-Léopold, duc de Mecklembourg-Schwerin, et de Catherine Ivanovna de Russie (1691-1733), fille du tsar Ivan V et sœur aînée de la tsarine Anne. 
En 1722, séparée de son mari, la duchesse Catherine se réfugie avec sa fille âgée de quatre ans auprès de sa sœur Anne à la cour de Saint-Pétersbourg où règne leur oncle Pierre le Grand.
La jeune Élisabeth, renommée Anna Leopoldovna pour la religion orthodoxe, devient héritière putative lorsque sa tante Anne monte sur le trône en 1730. Elle est mariée en 1739 à Antoine-Ulrich de Brünswick-Wolfenbüttel (1714-1774), neveu de l'empereur Charles VI du Saint-Empire mais aussi beau-frère des rois Frédéric II de Prusse et Frédéric V de Danemark.
Ils ont six enfants, tous sans alliance, ni postérité :
- Ivan VI (1740-1764) (empereur de Russie de 1740 à 1741) ;
- Catherine Antonovna de Brunswick (1741-1807) ;
- Enfant (né et mort en 1742) ;
- Élisabeth Antonovna de Brunswick (1743-1782) ;
- Pierre Antonovitch de Brunswick (1745-1798) ;
- Alexis Antonovitch de Brunswick (1746-1787).

Son fils nouveau-né est proclamé tsar à la mort d'Anne Ire en octobre 1740 et la régence confiée au comte de Biron, favori de la tsarine défunte.

### Régence
Anna Leopoldovna démet le régent dès le 9 novembre et s'octroie la régence. Elle confie le gouvernement au feld-maréchal Burckhardt Christoph von Münnich, brillant militaire, à qui elle octroie le titre de Premier ministre, mais qu'elle remplace bientôt par Andreï Ivanovitch Osterman.
Durant la régence est promulgué le « Règlement des fabriques », qui contractualise les relations entre patrons et ouvriers et limite la durée du temps de travail.
En politique extérieure, la Russie, qui a reconnu la Pragmatique Sanction, reste une alliée fidèle des Habsbourg. Soutiens de Marie-Thérèse pendant la guerre de Succession d'Autriche, les troupes russes remportent la brillante victoire de Villmanstadt en août 1741 contre les Suédois, alliés des Français qui avaient imprudemment déclaré la guerre à la Russie.
Cependant, frivole, adonnée à ses amants (notamment le comte de Lynar (de)), critiquée pour son entourage allemand, son mépris affiché pour l'armée et les dissensions qui se font jour dans son entourage et ses ministres, la jeune régente devient impopulaire, notamment au sein de la noblesse. Une situation que l'ambassadeur de France, le marquis de La Chétardie, intriguant avec la grande-duchesse Élisabeth Petrovna, exploite avec habileté.
Un an à peine après être parvenue au pouvoir, un coup d'État ourdi par la France renverse Anna Leopoldovna, enferme son jeune fils dans une forteresse dont il ne sortira pas et où il mourra dans des conditions obscures et porte la francophile Élisabeth sur le trône.

### Exil
Anna Leopoldovna, son mari et sa belle-famille sont enfermés dans une forteresse d'abord en Lettonie puis dans la région d'Arkhangelsk, où, coupés du monde, ils connaissent solitude et privations. Anna Leopoldovna meurt en couches en 1746 à l'âge de 28 ans à Kholmogory. Elle est inhumée dans l'église de l'Annonciation du monastère Saint-Alexandre-Nevski de Saint-Pétersbourg, auprès de sa mère.
En 1762, lors de son accession au trône, Catherine II propose à Antoine-Ulrich une libération sous condition : retourner en Allemagne sans ses enfants, héritiers potentiels du trône des tsars (et menace pour le pouvoir de Catherine). Le prince refuse. Il meurt aveugle en 1774. Ses enfants sont libérés en 1780 mais inaptes à une vie en société qu'ils n'avaient jamais connue, ils sont recueillis par leur tante paternelle, la reine douairière de Danemark, aux frais de la tsarine de Russie qui les fait placer en résidence surveillée dans un domaine du Jutland. La princesse Catherine, dernière survivante de la fratrie, s'éteint en 1807.

## Sources
- Henri Troyat, Terribles tsarines, Paris, Grasset, 1998, 313 p. (ISBN 978-2-246-57171-1, BNF 36995889)
- Michel Huberty et Patrick Chevassu, L'Allemagne dynastique : Brunswick - Nassau - Schwarzbourg, t. III, Le Perreux-sur-Marne, Alain Giraud, 1981, 607 p. (ISBN 978-2-90113-803-7).